# Język anêm
Język anêm – język izolowany używany w północno-zachodniej części Nowej Brytanii w Papui-Nowej Gwinei. Mówi nim ok. 800 mieszkańców pięciu miejscowości: Malasoŋo, Karaiai, Mosiliki, Pudêlîŋ, Atiatu oraz niewielka grupa ludności w okolicy. Istnieją dwie główne odmiany języka: akiblîk i bolo (praktycznie wymarła). Od lat 80. XX wieku jest zapisywany alfabetem łacińskim.

## Klasyfikacja
Językoznawca Stephen Wurm zakładał w 1975 istnienie rodziny językowej języków wschodniopapuaskich, na którą składało się czterdzieści języków, w tym anêm, izolowany w obrębie rodziny. W późniejszej klasyfikacji, odrzucającej koncepcję języków wschodniopapuaskich, Malcolm Ross twierdził, że istnieje rodzina języków yele-zachodninowobrytyjskich (na co wskazywałyby podobieństwa w systemie zaimkowym), składająca się z trzech języków: anêm, pele-ata i yele. Glottolog traktuje anêm jako język izolowany, argumentację Rossa uznając za niewystarczającą.